# Művészeti versenyek az 1912. évi nyári olimpiai játékokon
Az 1912. évi nyári olimpiai játékokon öt művészeti versenyben avattak olimpiai bajnokot.

## Éremtáblázat
(Az egyes számoszlopok legmagasabb értéke, vagy értékei vastagítással kiemelve.)
| Az 1912. évi nyári olimpiai játékok éremtáblázata művészeti versenyeken | Az 1912. évi nyári olimpiai játékok éremtáblázata művészeti versenyeken | Az 1912. évi nyári olimpiai játékok éremtáblázata művészeti versenyeken | Az 1912. évi nyári olimpiai játékok éremtáblázata művészeti versenyeken | Az 1912. évi nyári olimpiai játékok éremtáblázata művészeti versenyeken | Olimpia  |
| ----------------------------------------------------------------------- | ----------------------------------------------------------------------- | ----------------------------------------------------------------------- | ----------------------------------------------------------------------- | ----------------------------------------------------------------------- | -------- |
|                                                                         | Ország                                                                  | Arany                                                                   | Ezüst                                                                   | Bronz                                                                   | Összesen |
| 1.                                                                      | Olaszország (ITA)                                                       | 2                                                                       | 0                                                                       | 0                                                                       | 2        |
| 2.                                                                      | Franciaország (FRA)                                                     | 1                                                                       | 1                                                                       | 0                                                                       | 2        |
| 3.                                                                      | Egyesült Államok (USA)                                                  | 1                                                                       | 0                                                                       | 0                                                                       | 1        |
| 3.                                                                      | Svájc (SUI)                                                             | 1                                                                       | 0                                                                       | 0                                                                       | 1        |
|                                                                         |                                                                         |                                                                         |                                                                         |                                                                         |          |
| Összesen                                                                | Összesen                                                                | 5                                                                       | 1                                                                       | 0                                                                       | 6        |

## Érmesek
| Az 1912. évi nyári olimpiai játékok érmesei a művészeti versenyeken |                                                                                        |                                      |              |
| Versenyszám                                                         | Arany                                                                                  | Ezüst                                | Bronz        |
| Irodalom                                                            | Pierre de Coubertin · Franciaország (FRA) · "Óda a sporthoz"                           | Nem adták ki                         | Nem adták ki |
| Szobrászat                                                          | Walter Winans · Egyesült Államok (USA) · "Amerikai ügetőló"                            | Georges Dubois · Franciaország (FRA) | Nem adták ki |
| Festészet                                                           | Giovanni Pellegrini · Olaszország (ITA) · "Téli sportok"                               | Nem adták ki                         | Nem adták ki |
| Építészet                                                           | Henri Monod · Svájc (SUI) · Alphonse Laverriere · Svájc (SUI) · "Korszerű stadionterv" | Nem adták ki                         | Nem adták ki |
| Zene                                                                | Riccardo Barthelemy · Olaszország (ITA) · "Olimpiai győzelmi induló"                   | Nem adták ki                         | Nem adták ki |